# 上皮成長因子
上皮成長因子（じょうひせいちょういんし、Epidermal Growth Factor; EGF）は、53アミノ酸残基及び3つの分子内ジスルフィド結合から成る6045 Daのタンパク質。細胞表面に存在する上皮成長因子受容体 (EGFR) にリガンドとして結合し、細胞の成長と増殖の調節に重要な役割をする。上皮増殖因子、上皮細胞成長因子、上皮細胞増殖因子とも呼ばれる。胃酸分泌抑制因子β、ウロガストロンβと同一物質である。1962年、マウス新生児に投与すると成長を促進する物質として、スタンリー・コーエンらによって唾液腺から発見された。

## 機能
EGFは高い親和力で細胞表面の特異的な受容体に結合することで、受容体に備わるタンパク質チロシンキナーゼ活性を刺激する。受容体のチロシンキナーゼ活性はシグナル伝達カスケードを開始して、最終的にはDNA合成と細胞増殖に導く。
多様な生化学的変化がシグナルカスケードの反応で細胞内で起き、それらの変化には細胞内カルシウム水準の上昇、糖分解及びタンパク質合成の増加、そして上皮成長因子受容体（EGFR）の遺伝子を含む明らかな遺伝子発現の増加などがあり、全てが有糸分裂の準備である。
EGFRの変異はその直接の活性化を起こして、制御不可能な細胞分裂を引きおこし、がんの始まりとなりうる。EGFRの変異はいくつかのタイプのがんで同定され、抗がん治療の標的として注目されている。詳しくは上皮成長因子受容体を参照のこと。

## 遺伝子
ヒトEGF遺伝子は、4番染色体長腕 (4q25) に存在する。